# Ricard Artiga i Esplugues
Ricard Artiga i Esplugues (Reus, 1924 - 1992) fou un empresari avícola reusenc, germà de Cèlia Artiga Esplugues. (El segon cognom escrit també Esplugas)
Va néixer poc després de la tornada dels seus pares de l'Argentina i fou el sisè dels set fills de Francesc Artiga Sardà. Va iniciar diversos negocis com la cria de conills, en acabar la guerra. Però el seu pare tenia una granja de gallines amb el que fou l'iniciador de l'activitat avícola a la ciutat que l'havia de portar a ocupar el primer lloc de l'estat, i el fill va decidir fer un curset avícola a Madrid. El 1944 va morir el pare i progressivament el negoci va esdevenir important i als anys cinquanta era l'activitat més important de la ciutat. El 1957 es va repartir l'herència familiar amb els germans i junt amb la seva germana Assumpció (Sunsi) es va quedar amb la granja. El negoci va perdre pes als anys setanta i finalment els terrenys foren venuts per urbanitzar. Un carrer de Reus porta el seu nom, i està situat a la zona de l'antic velòdrom, un dels pulmons verds de la ciutat